# Себастьян Аларкон
Себастьян Рамон Аларкон Рамірес (ісп. Sebastián Ramón Alarcón Ramírez, нар. 14 січня 1949, Вальпараїсо — пом. 30 червня 2019) — чилійський кінорежисер і сценарист, довгий час жив і працював у  Радянському Союзі.

## Біографія
У  1968 —  1969 роках навчався в кіношколі при  Університеті Чилі. У  1971 році був за державний рахунок відправлений у Москву, де вступив у  Всесоюзний державний інститут кінематографії. Після того, як у 1973 р. в Чилі стався державний переворот, вирішив залишитися в СРСР.
Після закінчення інституту працював на студії «Мосфільм». У  1977 році його фільм «Ніч над Чилі» був удостоєний спеціальної премії  X Московського кінофестивалю.
Наприкінці  1990-х років повернувся на батьківщину, де продовжив займатися режисерською діяльністю, проте, як і раніше, співпрацює з російським кінематографом. На  XXX Московському кінофестивалі входив до складу журі основного конкурсу.

## Фільмографія

### Актор
- 1977 — Ніч над Чилі

### Режисер
- 1974 — Перші сторінки (короткометражний)
- 1975 — Три Пабло (короткометражний)
- 1977 — Ніч над Чилі
- 1979 —  Санта Есперанса
- 1982 — Падіння Кондора
- 1984 — Виграш самотнього комерсанта
- 1986 — Ягуар
- 1988 — Історія однієї більярдної команди
- 1990 — Іспанська акторка для російського міністра
- 1991 — Агенти КДБ теж закохуються
- 1992 —  Контрабандист, або У пошуках золотого фалоса
- 1996 — Шрам. Замах на Піночета
- 2002 — Фотограф
- 2008 — Безвухий/Desorejado (Чилі)
- 2013 — Косухи[3][4]

### Сценарист
- 1977 — Ніч над Чилі
- 1979 — Санта Есперанса
- 1982 — Падіння Кондора
- 1984 — Виграш самотнього комерсанта
- 1986 — Ягуар
- 1988 — Історія однієї більярдної команди (спільно з А.Адабашьяном)[5]
- 1990 — Іспанська акторка для російського міністра
- 1990 — Шрам. Замах на Піночета
- 1991 — Агенти КДБ теж закохуються
- 1992 — Контрабандист, або В пошуках золотого фалоса
- 2002 — Фотограф/El Fotógrafo, спільно з А.Адабашьяном[5] (Чилі)
- 2008 — Безвухий/Desorejado (Чилі)

### Композитор
- 1986 —  Ягуар
- 1992 —  Контрабандист, або В пошуках золотого фалоса

### Художник
- 1990 — Іспанська акторка для російського міністра
- 1991 — Агенти КДБ теж закохуються
- 1922 —  Контрабандист, або В пошуках золотого фалоса
- 1996 —  Шрам. Замах на Піночета

### Продюсер
- 1996 —  Шрам. Замах на Піночета
- 2002 —  Фотограф/El Fotógrafo (Чилі)

## Ставлення до «нового кіно Чилі»
Критично ставиться до сучасного чилійського кіномистецтва, вважаючи, що роки диктатури  Піночета сприяли його занепаду:
 При Піночеті створилася величезна культурна яма, моторошна, темна ніша … Були закриті всі кіношколи, скасовані всі культурні заходи  … Ніяких кіноклубів: вони підозрілі. З прокату зникло все європейське кіно, все цінне, що існує. <…> … Майже 20 років діяла комендантська година. <…> Молодь рано поверталася додому, впиралася в телевізор. Все піночетівське покоління навчалося на американській телепродукції і B-movies. Знову знімати стали тільки з 1990 року. З'явилася велика кількість кіношкіл — ні, це занадто гучне слово. Усі, кому не лінь, створювали хоч щось, щоб зробити гроші… У підсумку ми маємо величезну кількість кінопрацівників, які у мене викликають деякі сумніви . 

## Сім'я
Перша дружина — Тетяна Віталіївна Яковлєва, кіноредактор , доцент ВДІКу .
- Син — відомий російський оператор  Денис Аларкон-Рамірес[7].

Друга дружина — Світлана Аларкон (Кочетова), асистент режисера (двоє дітей) .